# 22465 Karelanděl
(22465) Karelanděl, denumire internațională (22465) Karelandel, este un asteroid din centura principală de asteroizi.

## Descriere
22465 Karelanděl este un asteroid din centura principală de asteroizi. A fost descoperit pe 15 ianuarie 1997 la Observatorul Kleť de Miloš Tichý și Zdeněk Moravec
. Asteroidul prezintă o orbită caracterizată de o semiaxă mare de 2,46 ua, o excentricitate de 0,18 și o înclinație de 2,3° în raport cu ecliptica.